# Hilarempis trichopleura
Hilarempis trichopleura är en tvåvingeart som beskrevs av Collin 1928. Hilarempis trichopleura ingår i släktet Hilarempis och familjen dansflugor. Inga underarter finns listade i Catalogue of Life.